# Outsider house
Sous-genres
Lo-fi house
L'outsider house (à l'origine appelé outsider dance, aussi appelé raw house) est un sous-genre de la musique house, combinant des éléments de deep house, de techno, du musique bruitiste et d'ambient, avec des artistes adoptant des techniques lo-fi plutôt que la propreté polie de la deep house traditionnelle et d'autres genres EDM,.

## Histoire
Le terme « outsider dance » est inventé en 2012 par le DJ Ben UFO, et souligné par le journaliste musical Scott Wilson, en référence à différents producteurs et labels qui « opèrent à la périphérie des périphéries. » L'un des labels reconnus du genre est Future Times.

## Lo-fi house
Vers le milieu des années 2010, l'outsider house se transforme en une nouvelle forme, connue sous le nom de lo-fi house. Des producteurs comme DJ Seinfeld, DJ Boring et Ross From Friends ont combiné les sons rugueux du genre parent avec l'esthétique de mélancolie, d'ironie et de postmodernisme attribuée à la vaporwave, créant des chansons « ressemblant à la deep house mélancolique des années 1990 enregistrée sur cassette et emballée avec un vernis d'ironie de l'ère Internet. » Alors que des labels comme L.I.E.S., 1080p et Lobster Theremin se sont taillé une signature sonore, attribuée au genre, le genre musical, lui, est souvent rugueux, caractérisé par une boîte à rythmes étouffée, des synthétiseurs flous et un son vaporeux, mais utilise également des samples de piano jazzy et de percussions chaudes.